# 후애돈대
후애돈대(後崖墩臺)는 인천광역시 강화군 길상면에 있는 조선시대의 돈대이다.
1995년 3월 1일 인천광역시의 기념물 제21호로 지정되었다가, 1995년 11월 14일 인천광역시의 유형문화재 제33호 택지돈대로 재지정되었고, 2008년 8월 18일 고지도 및 문헌에 나타난 원래의 명칭인 후애돈대로 정정되었다.

## 개요
돈대란 적의 움직임을 살피거나 공격에 대비하기 위하여 영토 내 접경지역 또는 해안지역의 감시가 쉬운 곳에 마련해두는 초소로, 밖은 성곽으로 높게 쌓고 그안은 낮게 하여 포를 설치해 둔다.
강화 53돈대 중의 하나인 이 돈대는 화강암을 이용해 정사각모양으로 쌓아올렸으며, 대포를 올려놓는 받침대를 4개 설치하였는데 비교적 보존이 잘 되어 있다. 성 위로 낮게 쌓은 담의 일부가 유일하게 남아있어, 1998년에 완전 복원해 놓았다. 인근 마을에는 이 돈대를 훼손하면 재앙이 온다는 전설이 내려오는데, 이 때문에 돈대를 제단처럼 여기고 보호하여 지금까지 그 본모습이 잘 남아있다.
조선 숙종 5년(1679)에 축조된 것으로, 어영군 2천명과 경기 ·충청 ·전라 3도의 승군 8천명이 동원되었다.

## 현지 안내문
조선 숙종 5년(1679) 강화유수 윤이제(尹以濟)가 어영군 4,300명과 함경도·황해 강원 3도의 승군 8천명을 동원하여 쌓은 여러 돈대들 가운데 하나다. 화강암을 정방형으로 쌓고 4개의 대포를 올려놓는 포좌를 설치했다. 이 돈대에는 여장(女墻)의 일부가 남아 있어 없어진 부분을 1998년에 복원하였다. 이 마을에서는 돈대를 훼손하면 재앙이 온다는 전설이 전해오고 있다.

## 참고 자료
- 택지돈대 - 국가유산청 국가유산포털